# Altamira de Cáceres

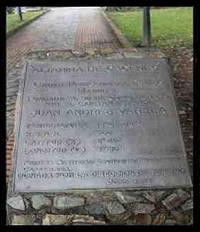
Placa Ubicada en la Plaza Bolívar de Altamira de Cáceres, contiene datos de la fundación y geolocalización

Altamira de Cáceres es una localidad ubicada en la parroquia Altamira del municipio Bolívar en Estado Barinas, Venezuela.
Es conocida por ser el primer asentamiento de lo que hoy se conoce como la ciudad de Barinas, Al capitán Juan Andrés Varela le fue encomendado por las autoridades españolas avanzar y fundar, por ello por su úbicación estratégica que podía ayudarle a derrotar a los naturales de la zona el 30 de junio de 1577 funda esta población, la cual se ubica a 80 km de la ciudad de Mérida, en la margen izquierda del Río Santo Domingo, a unos 900 m.s.n.m.;
Declarada como sitio de valor histórico por ser la ciudad primigenia o primer centro poblado del Estado Barinas, es una de las ciudades patrimoniales de Venezuela por su valoración arquitectónica, cultural y ambiental.  Aún conserva algunas casas de tapial y techos con machambrado andino cubierto de tejas.
El acta de su fundación reposa en el archivo de Indias (sevilla - España) y fue encontrada por la Investigadora Barinesa Mercedes Ruiz Tirado el 3 de marzo de 1992, en la misma queda establecida como fecha de fundación el 30 de junio de 1577 por el conquistador Juan Andrés Varela, actuando bajo las órdenes del gobernador de la provincia del Espíritu Santo de la Grita Don Francisco de Cáceres. Debido a la poca condición del terreno para la siembra algunos de sus pobladores se mudaron a unos 32 km, sobre la Meseta de Moromoy, en el sitio donde hoy se ubica Barinitas.
Altamira de Cáceres es un pueblo que hoy día cuenta con 444 años de fundado, en él parece que el tiempo transcurre lentamente, en 1950 el Doctor Vitanza señala: "un pueblo cuya población es cuantitativamente la misma de hace un medio siglo, sus recursos económicos siguen centrados en la precaria producción de café y sus esperanzas continúan atrapadas en un potencial turístico que no termina de actualizarse prácticamente.
Es referido en obra relativamente reciente de Eduardo Sanchez Rugeles "Blue Label", como población en la cual el padre de la protagonista decide vivir, lejos de Caracas".

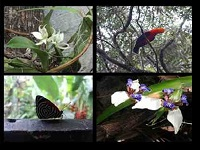
Bellezas en Altamira de Cáceres y el Piedemonte Andino

## Turismo
Tradiciones Culturales de Altamira de Cáceres:
- Celebración de las Fiestas en honor a la Patrona la Virgen Inmaculada Concepción, durante la Segunda quincena de Enero, día de la patrona el 24.
- Celebración del Desfile de las Antorchas (más de 40 años realizándose) en enero en honor a la patrona, a cargo del personal docente, estudiantes y representantes de la Escuela Bolivariana Alfredo Arvelo de Altamira de Cáceres
- Celebración del desfile de Carnaval a cargo de las instituciones y la comunidad
- Celebración de la Semana Santa en vivo a cargo de la agrupación Vaso Roto (Patrimonio Cultural).
- Carreras de Cinta en enero por las Fiestas Patronales y en junio en el marco de la celebración del aniversario de la fundación, a cargo del concejal Enrique González Para Ampliar información consultar:
- Cuenta con un rico paisaje de montaña y un rio el cual desde el pueblo yendo rio abajo se encuentra uno con una cascada de aproximadamente 30 metros de alto, con un pozo cristalino y un poco frío, sin embargo con una temperatura ideal para bañarse luego de una jornada de trekking por la montaña, la ruta es de media dificultad, siendo más extenuante el regreso ya que es de subida, en el trayecto se pueden observar formaciones geológicas interesantes.-